# Pupelde
Pupelde är en flygplats i Chile.   Den ligger i provinsen Provincia de Chiloé och regionen Región de Los Lagos, i den södra delen av landet, 1 000 km söder om huvudstaden Santiago de Chile. Pupelde ligger 114 meter över havet.
Terrängen runt Pupelde är platt åt nordost, men åt sydväst är den kuperad. Havet är nära Pupelde åt nordväst. Närmaste större samhälle är Ancud, 3,9 km norr om Pupelde. 
I omgivningarna runt Pupelde växer i huvudsak blandskog. Runt Pupelde är det ganska glesbefolkat, med 29 invånare per kvadratkilometer.